# Proprietär
Adjektivet proprietär betecknar något som är en persons eller ett företags egendom, leverantörsspecifikt, privatägt, i enskild ägo  (till skillnad från egalitär, det vill säga allmän egendom). I äldre svenska betecknar substantivet proprietär en godsägare.
I modern tid används ordet ofta för att beteckna något som inte bara har en ägare utan också är försett med restriktioner av vissa slag, främst immaterialrättsligt skyddad utan "tillräckligt" tillåtande licens. Till exempel talar man om  
- proprietär programvara, som i motsats till öppen källkod inte får modifieras eller återanvändas av andra leverantörer i deras produkter,
- proprietära dokument, som i motsats till fritt eller öppet innehåll inte får spridas i modifierad form, och
- proprietära format eller kommunikationsprotokoll, som i motsats till öppna standarder inte lätt kan implementeras av oberoende utvecklare.[källa behövs]

Ordet används flitigt av Free Software Foundation och i diskussion kring fri programvara och öppen källkod.

## Proprietär programvara
En proprietär programvara (eng. proprietary software) är ett datorprogram som är licensierat under upphovsrättsinnehavarens exklusiva juridiska rätt med avsikt att licenstagaren ges rätt att använda programvaran endast under vissa förutsättningar, och begränsad från andra användningsområden, såsom modifiering, delning, studier, kopiering eller reverse engineering. Vanligtvis är källkoden i proprietära programvaror inte tillgänglig.

## Etymologi
Ordet kommer från franskans propriétaire som i sin tur kommer från latinets proprietas som betyder egendom.
Substantivet proprietär är också en ålderdomlig beteckning för någon som äger något, (jämför med proletär) med synonymer: ägare, innehavare etcetera, exempelvis godsägare.